# Аутомат Стерлинг
Стерлинг (енгл. Sterling submachine gun) британски је аутомат калибра 9x19mm из времена Другог светског рата. Конструисао га је Џорџ В. Печет, а првобитно га је производила фирма „Sterling Engineering Co.“. Пре краја рата произведено је мали број ових аутомата. У периоду између 1943. и 1953. године подвргнути су серијама различитих тестова. У наоружање је уведен под називом "9mm Sterling submachine gun L2A1". По увођењу у наоружање британске војске, аутомат су производиле две фирме: „Sterling“ и „Royal Ordnance Arsenal“. Канадски „Long Branch Arsenal“ произвео је одређене количине незнатно измењеног аутомата за своју војску, под ознаком C1. Аутомат је у нешто модификованој форми, познатој као L2A3, остао у наоружању британских јединица до 1990.тих година када је замењен јуришном пушком L85A1. Аутомат Стерлинг је уживао углед поузданог и квалитетног аутомата, те се нашао у наоружању преко 70 земаља. Неке јединице га још увек имају у наоружању.

## Развој
Британски Генералштаб је 1944. године издао спецификацију за нови аутомат. Навело се да нови аутомат треба тежити не више од 2.7 kg, да користи муницију 9x19mm, има брзину паљбе не већу од 500 метака у минути и бити довољно прецизан да би се омогућило пет узастопних погодака у квадратну мету од једног метра на растојању од 91m.
Да би задовољио нови захтев, Џорџ Вилијам Печет, главни конструктор компаније Sterling Armaments из Дагенхема, је почетком 1944. године поднео узорак новог аутомата. Први Печетов прототип сличан је Стену јер је његова ручица за репетирање постављена право у линију врата за избацивање чаура иако је убрзо након тога редизајниран и ручица је променила положај.
Војска је брзо препознала потенцијал Печетовог дизајна (тј. Значајно се повећала прецизност и поузданост у односу на Стен) и наручила 120 примерака за тестирање. Крајем Другог светског рата, неки од ових пробних узорака су коришћени у борбама ваздухопловних трупа током битке код Арнема и од стране специјалних снага на другим локацијама у северној Европи, где је званично био познат као ,,Patchett Machine Carbine Mk1". На пример, Печетов аутомат (серијски број 078, а сада га чува Империјални ратни музеј) користио је пуковник Роберт В.П. Довсон док је био командант Командо батаљона број 4, током напада на Валцхерен у новембру 1944. Пошто Печет / Стерлинг може користити оквире Стена, као и укривљени оквир Стерлинга, није било проблема са интероперабилношћу.
После рата, са великим бројем аутомата Стен у наоружању, било је мало интересовања да буду замењени бољом конструкцијом. Међутим, 1947. одржано је тестирање између Печета, Енфиелдовог дизајна, новог дизајна BSA и експерименталног аустралијског дизајна, а главни конкурент, био им је аутомат Стен. Тестирање је прошло неодлучно, али је уследио и даљњи развој и нови тестови. На крају, Печетов дизајн је победио као најбољи и одлука је донета 1951. да га британска војска усвоји. Стерлинг је је почео да замењује Стенове 1953. године као "Submachine gun L2A1". Његова последња верзија била је L2A3, али су промене модела биле минималне у читавом животном веку.
Аутомати Стерлинг са малим козметичким изменама коришћени су у продукцији филмова Звездани ратови.

## Корисници
- Уједињено Краљевство
- Аргентина
- Аустралија
- Бангладеш
- Бахреин
- Барбадос
- Белизе
- Боцвана
- Брунеј
- Вануату
- Габон
- Гамбија
- Гвајана
- Доминиканска Република
- Замбија
- Зимбабве
- Индија
- Ирак
- Јамајка
- Курдистан
- Кувајт
- Кенија
- Канада
- Кипар
- Лесото
- Либан
- Либија
- Малави
- Малезија
- Малта
- Мароко
- Мјанмар
- Непал
- Нови Зеланд
- Нигерија
- Папуа Нова Гвинеја
- Родезија
- Сијера Леоне
- Сингапур
- Соломонска Острва
- Сомалија
- Северна Кореја
- Танзанија
- Тринидад и Тобаго
- Уганда
- Шпанија